# 1936
Il 1936 (MCMXXXVI in numeri romani) è un anno bisestile del XX secolo.

## Eventi
- 29 gennaio: fine dei trattati sulle Limitazioni Navali Internazionali. La vacanza di costruzione dei cantieri navali viene interrotta, così come il mantenimento dello status quo nell'oceano Pacifico.
- 6 gennaio – Spagna: l'impossibilità di formare un governo capace di ottenere la fiducia porta allo scioglimento delle Cortes e alle elezioni a febbraio.
- 15 gennaio: la delegazione giapponese lascia la Conferenza sul Disarmo Navale dopo il rifiuto di accettare restrizioni di tonnellaggio su varie classi di navi da guerra. Il governo giapponese vuole rinnovare la propria marina senza ulteriori restrizioni.
- 18 gennaio: Joseph Rudyard Kipling muore per un'ulcera duodenale perforata, dopo aver letto su un giornale la notizia errata della sua morte.
- 20 gennaio – Regno Unito: Edoardo VIII succede a suo padre Giorgio V come re del Regno Unito, dopo la morte di quest'ultimo.
- 21 gennaio: i governi di Bolivia e Paraguay firmano il trattato di pace che termina la Guerra del Chaco. I termini del trattato sono stati decisi da un arbitrato congiunto di sei paesi latinoamericani.
- 4 febbraio: viene sintetizzato artificialmente per la prima volta un elemento radioattivo, il Radio E.
- 6-16 febbraio: si svolgono i IV Giochi olimpici invernali a Garmisch-Partenkirchen, in Germania.
- 9 febbraio: nella notte un incendio devasta il Teatro Regio di Torino, edificato nel 1740; sarà ricostruito nel 1973.
- 5 marzo – Planica, Slovenia: Sepp Bradl è il primo uomo a superare i 100 metri nel salto con gli sci.
- 7 marzo: Hitler invia 2.000 soldati in Renania, violando il Patto Renano.
- 27 aprile – Alcatraz: Joseph Bowers è il primo detenuto che attua un tentativo di evasione nella storia della prigione di Alcatraz; arrivato a buon punto nella fuga, viene colpito a morte da molti spari delle guardie finché non precipita in un dirupo.
- 9 maggio: si arrendono le truppe abissine; Hailé Selassié fugge in Inghilterra. In Italia viene proclamato l'Impero dell'Africa Orientale Italiana. Vittorio Emanuele III assume il titolo di "Imperatore d'Etiopia".
- 29 maggio: il pugile tedesco Max Schmeling batte, per fuori combattimento alla dodicesima ripresa, a New York lo statunitense Joe Louis.
- Giugno – Italia: la Fiat 500 "Topolino" viene presentata da Giovanni Agnelli.
- 30 giugno: viene pubblicato Via col vento, di Margaret Mitchell.
- 17 luglio – Spagna: truppe nazionaliste guidate dal generale Francisco Franco non riescono ad assumere il controllo del paese con un colpo di stato a causa della resistenza repubblicana; inizio della Guerra civile spagnola.
- 20 luglio: firma della Convenzione di Montreux
- La Società delle Nazioni abroga le sanzioni contro l'Italia.
- 1º-16 agosto: Olimpiadi di Berlino
  - L'americano Jesse Owens compie l'impresa di vincere 4 ori nell'atletica leggera.
  - Ondina Valla è la prima donna italiana a vincere un oro olimpico (80 m ostacoli)
- Settembre – Spagna: il generale Francisco Franco è nominato "Generalissimo" dell'esercito del re ed è proclamato Capo dello Stato.
- 7 settembre – Tasmania: muore Benjamin, l'ultimo esemplare di tigre della Tasmania (detto anche tilacino) conservato nello zoo di Hobart in cattività.
- 19 settembre – Italia: viene inaugurato ufficialmente il più grande aeroporto militare d'Italia, l'aeroporto Luigi Ridolfi di Forlì.
- 25 ottobre : Sottoscritto l'Asse Roma-Berlino, patto d'amicizia tra Germania e Italia.
- Novembre: l'Italia e la Germania sostengono con truppe e mezzi il Generalissimo Franco nella Guerra civile spagnola.
- 2 novembre: la BBC diventa la prima emittente televisiva al mondo a fornire un servizio regolare di trasmissioni.
- 5 dicembre: la RSSF Transcaucasica formata dall'Armenia, dalla Georgia e dall'Azerbaigian, entra a far parte dell'URSS.
- 11 dicembre – Regno Unito: re Edoardo VIII abdica per unirsi in matrimonio con l'americana Wallis Simpson. Gli succede al trono il fratello Giorgio VI.

## Economia
- Viene pubblicato "The General Theory of Employment, Interest and Money" di John Maynard Keynes

## Nati
Ci sono circa 2 340 voci su persone nate nel 1936; vedi la pagina Nati nel 1936 per un elenco descrittivo o la categoria Nati nel 1936 per un indice alfabetico.

## Morti
Ci sono circa 940 voci su persone morte nel 1936; vedi la pagina Morti nel 1936 per un elenco descrittivo o la categoria Morti nel 1936 per un indice alfabetico.

## Calendario
| Calendario 1936 | Calendario 1936 | Calendario 1936 | Calendario 1936 | Calendario 1936 | Calendario 1936 | Calendario 1936 | Calendario 1936 | Calendario 1936 | Calendario 1936 | Calendario 1936 | Calendario 1936 | Calendario 1936 | Calendario 1936 | Calendario 1936 | Calendario 1936 | Calendario 1936 | Calendario 1936 | Calendario 1936 | Calendario 1936 | Calendario 1936 | Calendario 1936 | Calendario 1936 | Calendario 1936 | Calendario 1936 | Calendario 1936 | Calendario 1936 | Calendario 1936 | Calendario 1936 | Calendario 1936 | Calendario 1936 | Calendario 1936 | Calendario 1936 |
| --------------- | --------------- | --------------- | --------------- | --------------- | --------------- | --------------- | --------------- | --------------- | --------------- | --------------- | --------------- | --------------- | --------------- | --------------- | --------------- | --------------- | --------------- | --------------- | --------------- | --------------- | --------------- | --------------- | --------------- | --------------- | --------------- | --------------- | --------------- | --------------- | --------------- | --------------- | --------------- | --------------- |
|                 | 1               | 2               | 3               | 4               | 5               | 6               | 7               | 8               | 9               | 10              | 11              | 12              | 13              | 14              | 15              | 16              | 17              | 18              | 19              | 20              | 21              | 22              | 23              | 24              | 25              | 26              | 27              | 28              | 29              | 30              | 31              |                 |
| Gennaio         | Me              | Gi              | Ve              | Sa              | Do              | Lu              | Ma              | Me              | Gi              | Ve              | Sa              | Do              | Lu              | Ma              | Me              | Gi              | Ve              | Sa              | Do              | Lu              | Ma              | Me              | Gi              | Ve              | Sa              | Do              | Lu              | Ma              | Me              | Gi              | Ve              |                 |
| Febbraio        | Sa              | Do              | Lu              | Ma              | Me              | Gi              | Ve              | Sa              | Do              | Lu              | Ma              | Me              | Gi              | Ve              | Sa              | Do              | Lu              | Ma              | Me              | Gi              | Ve              | Sa              | Do              | Lu              | Ma              | Me              | Gi              | Ve              | Sa              |                 |                 |                 |
| Marzo           | Do              | Lu              | Ma              | Me              | Gi              | Ve              | Sa              | Do              | Lu              | Ma              | Me              | Gi              | Ve              | Sa              | Do              | Lu              | Ma              | Me              | Gi              | Ve              | Sa              | Do              | Lu              | Ma              | Me              | Gi              | Ve              | Sa              | Do              | Lu              | Ma              |                 |
| Aprile          | Me              | Gi              | Ve              | Sa              | Do              | Lu              | Ma              | Me              | Gi              | Ve              | Sa              | Do              | Lu              | Ma              | Me              | Gi              | Ve              | Sa              | Do              | Lu              | Ma              | Me              | Gi              | Ve              | Sa              | Do              | Lu              | Ma              | Me              | Gi              |                 |                 |
| Maggio          | Ve              | Sa              | Do              | Lu              | Ma              | Me              | Gi              | Ve              | Sa              | Do              | Lu              | Ma              | Me              | Gi              | Ve              | Sa              | Do              | Lu              | Ma              | Me              | Gi              | Ve              | Sa              | Do              | Lu              | Ma              | Me              | Gi              | Ve              | Sa              | Do              |                 |
| Giugno          | Lu              | Ma              | Me              | Gi              | Ve              | Sa              | Do              | Lu              | Ma              | Me              | Gi              | Ve              | Sa              | Do              | Lu              | Ma              | Me              | Gi              | Ve              | Sa              | Do              | Lu              | Ma              | Me              | Gi              | Ve              | Sa              | Do              | Lu              | Ma              |                 |                 |
| Luglio          | Me              | Gi              | Ve              | Sa              | Do              | Lu              | Ma              | Me              | Gi              | Ve              | Sa              | Do              | Lu              | Ma              | Me              | Gi              | Ve              | Sa              | Do              | Lu              | Ma              | Me              | Gi              | Ve              | Sa              | Do              | Lu              | Ma              | Me              | Gi              | Ve              |                 |
| Agosto          | Sa              | Do              | Lu              | Ma              | Me              | Gi              | Ve              | Sa              | Do              | Lu              | Ma              | Me              | Gi              | Ve              | Sa              | Do              | Lu              | Ma              | Me              | Gi              | Ve              | Sa              | Do              | Lu              | Ma              | Me              | Gi              | Ve              | Sa              | Do              | Lu              |                 |
| Settembre       | Ma              | Me              | Gi              | Ve              | Sa              | Do              | Lu              | Ma              | Me              | Gi              | Ve              | Sa              | Do              | Lu              | Ma              | Me              | Gi              | Ve              | Sa              | Do              | Lu              | Ma              | Me              | Gi              | Ve              | Sa              | Do              | Lu              | Ma              | Me              |                 |                 |
| Ottobre         | Gi              | Ve              | Sa              | Do              | Lu              | Ma              | Me              | Gi              | Ve              | Sa              | Do              | Lu              | Ma              | Me              | Gi              | Ve              | Sa              | Do              | Lu              | Ma              | Me              | Gi              | Ve              | Sa              | Do              | Lu              | Ma              | Me              | Gi              | Ve              | Sa              |                 |
| Novembre        | Do              | Lu              | Ma              | Me              | Gi              | Ve              | Sa              | Do              | Lu              | Ma              | Me              | Gi              | Ve              | Sa              | Do              | Lu              | Ma              | Me              | Gi              | Ve              | Sa              | Do              | Lu              | Ma              | Me              | Gi              | Ve              | Sa              | Do              | Lu              |                 |                 |
| Dicembre        | Ma              | Me              | Gi              | Ve              | Sa              | Do              | Lu              | Ma              | Me              | Gi              | Ve              | Sa              | Do              | Lu              | Ma              | Me              | Gi              | Ve              | Sa              | Do              | Lu              | Ma              | Me              | Gi              | Ve              | Sa              | Do              | Lu              | Ma              | Me              | Gi              |                 |

## Premi Nobel
In quest'anno sono stati conferiti i seguenti Premi Nobel:
- per la Pace: Carlos Saavedra Lamas
- per la Letteratura: Eugene Gladstone O'Neill
- per la Medicina: Henry Hallett Dale, Otto Loewi
- per la Fisica: Carl David Anderson, Victor Franz Hess
- per la Chimica: Petrus Josephus Wilhelmus Debye

## Arti

### Musica
- Pierino e il lupo di Sergej Prokofiev
- Musica per archi, percussioni e celesta di Béla Bartók
- Quarto quartetto d'archi di Arnold Schönberg
- Density 21.5 di Edgard Varèse
- Litanie alla Vergine nera di Francis Poulenc

## Medaglia Fields
- Lars Ahlfors
- Jesse Douglas